# Maximilian Oelze
Maximilian Oelze (* 18. Dezember 1988 in Berlin) ist ein deutscher Schauspieler. 
Oelze spielte unter anderem von der 3. Staffel bis zur 7. Staffel in der deutschen Fernsehserie Schloss Einstein die Rolle des Schülers Johannes Bodenstein und übernahm damit eine der Serienhauptrollen. Oelze war auch in Spielfilmen, wie Alle Kinder brauchen Liebe, in dem er  Florian Beck spielte, Kombat Sechzehn, in dem er den rechtsextremen Jugendlichen Reiko Zerich verkörperte, und in Die Liebe kommt selten allein in der Rolle des Tacker zu sehen. 

## Filmografie
- 1996: Alarmcode 112 (Episode: Absturzgefahr)
- 1996: Kuppke
- 1998: Hallo, Onkel Doc! (Episode: Die Mutprobe)
- 2000: Alle Kinder brauchen Liebe
- 2000–2004: Schloss Einstein
- 2005: Kombat Sechzehn
- 2006: Die Liebe kommt selten allein